# بیلی برایان (بازیکن فوتبال)
بیلی برایان (انگلیسی: Billy Bryan; ۶ سپتامبر ۱۹۱۲ – ۲ اوت ۱۹۴۴) بازیکن فوتبال بود.